# NatJim
NatJim ist ein Musikalbum von Natsuki Tamura und Jim Black. Die im November 2023 im Zoo Studio in Bern entstandenen Aufnahmen erschienen am 17. Mai 2024 auf Libra Records.

## Hintergrund
Ende 1990er-Jahre hatte Tamura das Album White & Blue: Natsuki Tamura Duos with Jim Black/Aaron Alexander eingespielt. Die beiden Künstler haben zuvor auch auf zwei Alben zusammengearbeitet, die von der Pianistin Satoko Fujii geleitet wurden, Junction und Live in Japan 2004.

## Titelliste
- Natsuki Tamura & Jim Black: NatJim (Libra Records 102–07)[1]

1. Morning City 3:56
2. Afternoon City 5:29
3. City of Dusk 5:10
4. City of Night 8:04
5. Quiet City 5:58
6. Noisy City 4:08
7. Calm City 8:15
8. Bright City 4:18
9. Bonus 1:48

Die Kompositionen stammen von Natsuki Tamura und Jim Black.

## Rezeption

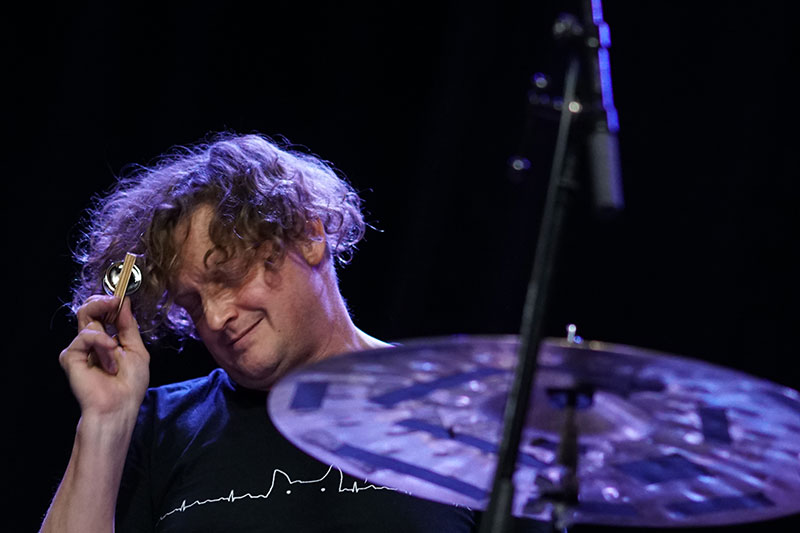
Jim Black (2018)

Nur wenige Alben würden die pure Freude am Musizieren so lebendig einfangen wie NatJim, die erste Duo-Aufnahme des Trompeters und Komponisten Natsuki Tamura und des Schlagzeugers Jim Black seit über einem Vierteljahrhundert, meint Glenn Astarita, der das Album in All About Jazz rezensierte. Diese Avantgarde-Jazz-Session sei eine temperamentvolle Wiedervereinigung, die ihre außergewöhnliche Synergie und grenzenlose Kreativität hervorhebe. Selbst in ihren wildesten Momenten verbinde eine zugrunde liegende Kohärenz und narrative Logik ihre Echtzeitkreationen. Dieses Album würde die Essenz zweier erfahrener Musiker destillieren, die instinktiv reagieren und gemeinsam zu neuen Höhen aufsteigen.
Tamura und Black würden ihre Improvisationen nicht nur auf acht Tracks verteilen, sondern ließen ihr Zusammenspiel auch in schnellen oder langsamen Tempi und mit rauen oder zarten Klangfarben nachklingen, oft während desselben Tracks, schrieb Ken Waxman (JazzWord). Den größten Unterschied würden Stücke wie „City of Night“ und „Calm City“ ausmachen. Hier würde sich der Trompeter tief in die Eingeweide seines Instruments eingraben, um Schlieren, Schleifen und Stöße zu erzeugen, und füge dann Annäherungen an Jaulen, Gurgeln, Schnarchen und Würgen hinzu. Diese Stimmgymnastik erinnere gleichzeitig an die Schreie der Samurai-Krieger und an wahnsinnige Schwärmereien.
Einige der aufregendsten Gigs, die in den 1990er-Jahren zu hören waren, seien die mit dem Schlagzeuger Jim Black gewesen, schrieb Fred Grant im Jazz Journal. Egal, ob er mit Tim Bernes Bloodcount, Ellery Eskelins Trio mit Andrea Parkins oder Dave Douglas’ Tiny Bell Trio spielte, seine explosiven und unvorhersehbaren Rhythmen und der Wechsel zwischen komplexem polyrhythmischem Jazz, Post-Rock-Power und viereckigen Hip-Hop-Beats seien ausnahmslos umwerfend. Diese Begegnung mit dem Trompeter Natsuki Tamura lasse den Geist dieser Downtown-Jahre auf magische Weise wieder aufleben.